# 9e Landingsflottielje
Het 9e Landingsflottielje (Duits: 9. Landungsflottille) was een operationele eenheid van de Duitse Kriegsmarine tijdens de Tweede Wereldoorlog. Zo’n flottielje was normaal uitgerust met onder andere 20 tot 30 stuks van de Marinefährprahm. 

## Geschiedenis

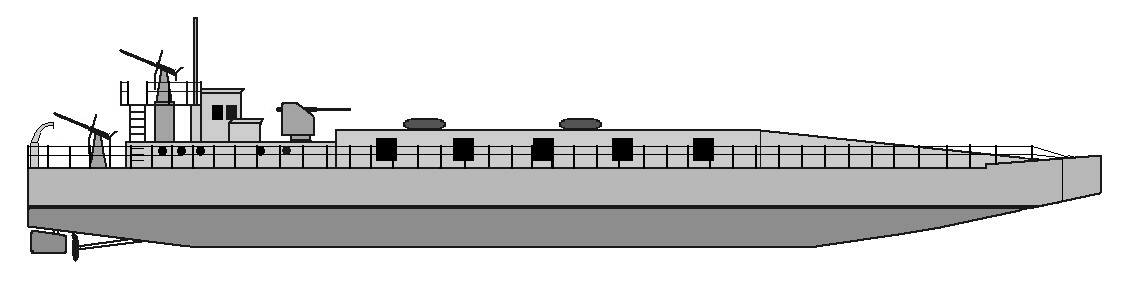
De standaarduitrusting: de Marinefährprahm

Het flottielje werd opgericht in juni 1944 in Narvik gevormd na de overname van de AFP en MFP van de 22e en 23e Landingsflottieljes. Van september 1944 tot maart 1945 werd het flottielje gebruikt om Noord-Finland en het Noorse Lappmarken te ontruimen en was ondergeschikt aan de Landungs-Einsatzstab Polarküste. Het flottielje werd ook gebruikt voor transport over korte afstanden langs de kust tussen van Petsamo en Narvik en langs Reichsstraße 50 om de fjorden van Noorwegen over te steken. 

### Einde
Het 9e Landingsflottielje capituleerde op 8 mei 1945 in Noorwegen. Na de overgave bleef het flottielje onder Brits bevel opereren en werd pas in maart 1946 ontbonden.

## Commandanten
| Rang             | Naam            | Begin     | Eind       |
| ---------------- | --------------- | --------- | ---------- |
| Korvettenkapitän | Martin Rasemann | juni 1944 | 8 mei 1945 |